# Kapitanove, Novoaidar
Kapitanove (în ucraineană Капітанове) este un sat în comuna Muratove din raionul Novoaidar, regiunea Luhansk, Ucraina.

## Demografie
Componența lingvistică a localității Kapitanove
     Ucraineană (93,78%)
     Rusă (5,78%)
Conform recensământului din 2001, majoritatea populației localității Kapitanove era vorbitoare de ucraineană (93,78%), existând în minoritate și vorbitori de rusă (5,78%).